# Joanna Tarnawska
Joanna Magdalena Tarnawska (ur. 1976 w Warszawie) – polska urzędniczka, ambasador RP w Nigerii (2018–2024).

## Życiorys
Na etapie edukacji wczesnoszkolnej wyjechała do Zambii, gdzie uczęszczała do podstawowej i średniej szkoły katolickiej dla dziewcząt. W Zambii przebywała do matury. Jest absolwentką afrykanistyki na Uniwersytecie Warszawskim. Ma wykształcenie w zakresie metodyki, pracowała jako lektorka. Była zatrudniona w Departamencie Zrównoważonego Rozwoju i Współpracy Międzynarodowej Ministerstwa Środowiska. Od września 2018 pełniła funkcję ambasador RP w Nigerii, akredytowaną także w Beninie, Kamerunie, Sierra Leone, Ghanie, Gwinei Równikowej, Liberii i Togo. Urzędowanie zakończyła w lipcu 2024 (formalnie odwołana w kwietniu 2025).
Zna język angielski.